# Lovin' Spoonful (鶴久政治のアルバム)
『Lovin' Spoonful』 （ラヴィン・スプーンフル）は、鶴久政治1枚目のアルバム。MASAHARU名義で1989年2月8日にポニーキャニオンよりリリースされた。
ソロ・デビュー・シングル『貴女次第』が同日発売。

## 収録曲
全曲　作曲：鶴久政治、編曲：西平彰
1. Keep On Rolling
  - 作詞 ：売野雅勇
2. Winter Shadow
  - 作詞 ：売野雅勇
3. Dreamer's Alley
  - 作詞 ：売野雅勇
4. Funk a holic
  - 作詞 ：川村真澄
5. 銀の匙
  - 作詞 ：川村真澄
6. Only Lonely Birthday
  - 作詞 ：売野雅勇
7. I LOVE YOUは今さら言えない
  - 作詞 ：秋元康
8. 水の中のアンジェリーナ
  - 作詞 ：秋元康
9. 泣いていちゃわからない
  - 作詞 ：秋元康
10. 夕暮れ時は一人でいたい
  - 作詞 ：秋元康

## 参加ミュージシャン
- Keyboards & Keyboards Manipulation：西平彰
- Drums：青山純
- Bass：松原秀樹、美久月千晴、田中章弘、富倉安生、高水健司
- Guitars：佐橋佳幸、今剛、角田順、白井良明
- Piano：中西康晴、西本明、永田一郎
- Saxophones：Jake H. Concepcion
- Harmonica：八木のぶお
- Quena：旭孝
- Strings：金子飛鳥
- Chorus：木戸やすひろ、安部恭弘、広谷順子、坪倉唯子、桑名晴子、Derek Jackson